# Улица Желтоксан (Алма-Ата)
У́лица Желтокса́н (каз. Желтоқсан көшесі) — бывшая улица Мира, находится в городе Алма-Ата, в Алмалинском и Жетысуском районах между проспектом Абылай хана и улицей Чайковского. С севера берет начало с проспекта Райымбека, пересекает улицы Маметовой, Макатаева, Жибек Жолы, Гоголя, Айтеке би, Казыбек би, Толе би, Богенбай батыра, Карасай батыра, Кабанбай батыра, Жамбыла, Шевченко, Курмангазы, проспект Абая, улицу Сатпаева, и завершается улицей Тимирязева на юге. На большем протяжении является односторонней, автомобильное движение разрешено только с юга на север (от проспекта Абая в сторону проспекта Райымбека).

## История

Памятник, посвящённый декабрьским событиям 1986 года

В 80-х годах XIX века, когда город назывался Верным, улица Желтоксан представляла собой типичную улицу с домами и дворами мещанского сословия, лавками и приусадебными участками. Дважды в год она была одной из скотопрогонных дорог (на жайляу и равнины), через которую перегонялись табуны лошадей, отары овец и коз.
В годы Октябрьской революции и Гражданской войны здесь располагались мастерские для пошива обмундирования бойцам и командирам Семиреченского северного фронта, изготовления кошм и обозной амуниции.
Сейчас Желтоксан является одной из центральных улиц Алма-Аты. Она застроена преимущественно пяти-десятиэтажными административно-общественными и жилыми зданиями. Оригинальным в архитектурном отношении является здание аппаратно-студийного комплекса телевидения, расположенного на пересечении с улицей Тимирязева. Улица Желтоксан является западной границей Площади Республики.
В день рождения музыканты и актёра, лидера группы «Кино», Виктора Цоя 21 июня 2024 года, на месте драки его героя Моро из казахстанского фильма «Игла» (1988) — во дворе дома по адресу ул. Желтоксан 121, открылся арт-объект. На объекте установлены скамейки, уложена брусчатка, нанесены граффити, а также галерея стоп-кадров и стенд о фильме.

## Происхождение названия
Изначально называлась Иссык-Кульской улицей. В советское время переименована была в Мира, в честь мира между народами и мирного сосуществования стран.
В 90-е годы была переименована и получила название Желтоксан (рус. декабрь) в память о декабрьских событиях 1986 года в Алма-Ате.

## Здания

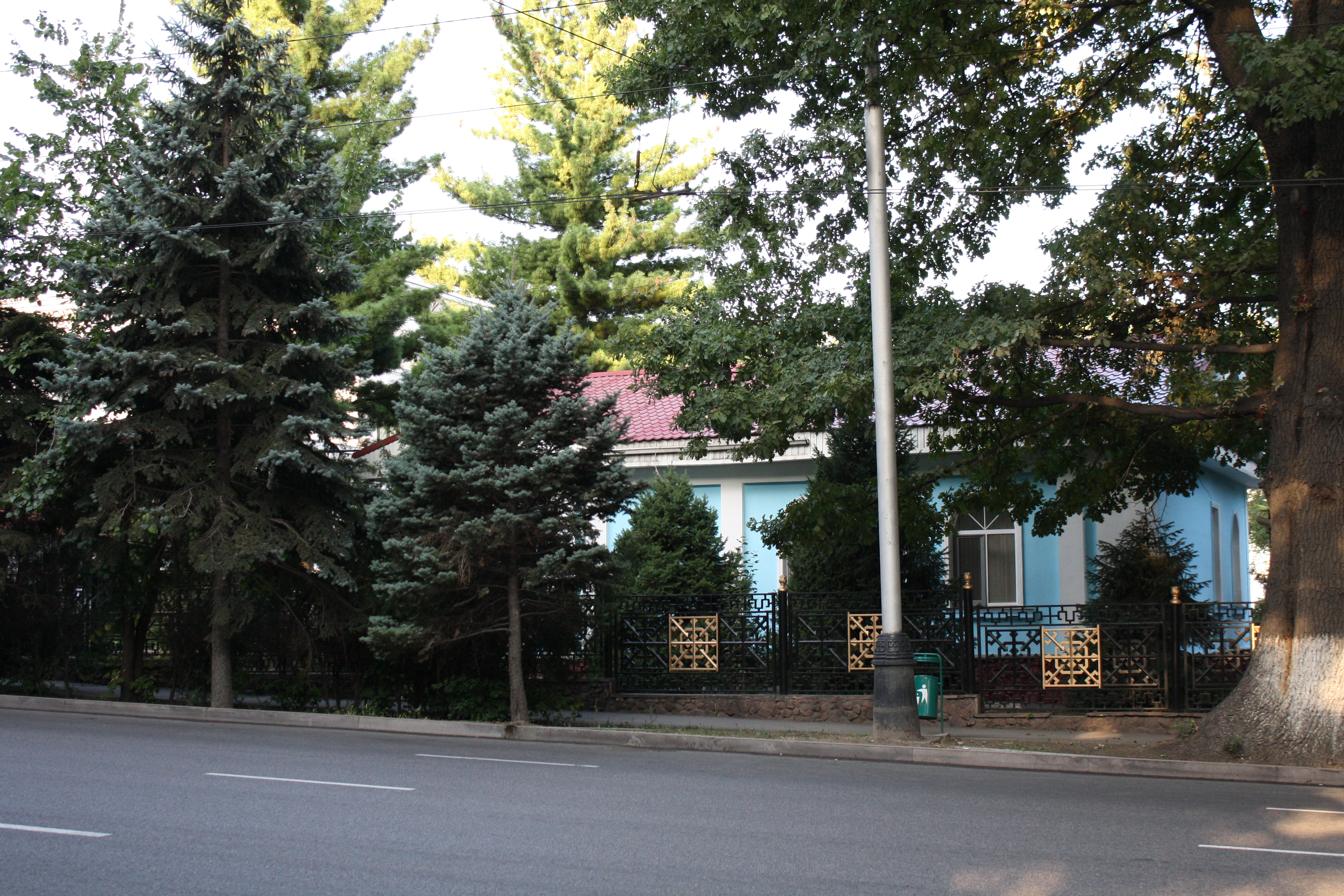
Улица Желтоксан, 167. Бывший дом купца М. А. Гаврилова, начало XX века, архитектор А. П. Зенков

- Республиканская телерадиокомпания «Казахстан» (улица Желтоксан, 185).

- Аппаратно-студийный комплекс Казахского радиотелецентра (угол улицы Тимирязева), архитекторы которого являются: А. И. Коржемпо, Н. В. Эзау, В. М. Панин, инженеры: С. И. Каламкаров, Б. М. Исмаилов, А. И. Федорук, был сдан в эксплуатацию в 1983 году. Основной пятиэтажный комплекс представляет собой стеклянный объём, увенчанный пластически развитым карнизом в виде сталактитов. В отделке карнизов, порталов и цоколя использованы белый ракушечник, мрамор, гранит[5].

## Общественный транспорт
Вдоль улицы проходит выделенная линия общественного транспорта от проспекта Абая до проспекта Раимбека.